# Commer (Mayenne)
Commer település Franciaországban, Mayenne megyében. Lakosainak száma 1289 fő (2022. január 1.). Commer Moulay, La Bazouge-des-Alleux, Belgeard, Contest, Martigné-sur-Mayenne és Montsûrs községekkel határos.

## Népesség
A település népességének változása:
| Lakosok száma | 622  | 799  | 987  | 1150 | 1241 | 1212 | 1201 | 1253 | 1279 | 1289 |
|               | 1968 | 1982 | 1990 | 2006 | 2013 | 2015 | 2017 | 2019 | 2020 | 2022 |